# لوكاس زيلارايان
لوكاس زيلارايان (مواليد 20 يونيو 1992 بمدينة قرطبة في الأرجنتين) هو لاعب كرة قدم أرميني-أرجنتني لعب سابقاً لصالح نادي الفتح السعودي و يمثل منتخب أرمينيا لكرة القدم في مركز صانع الألعاب.

## روابط خارجية
- لوكاس زيلارايان على موقع الدوري الأمريكي (الإنجليزية)
- لوكاس زيلارايان على موقع إي إس بي إن إف سي (الإنجليزية)
- لوكاس زيلارايان على موقع قاعدة بيانات كرة القدم.إي يو (الإنجليزية)
- لوكاس زيلارايان على موقع ناشيونال فوتبول تيمز (الإنجليزية)
- لوكاس زيلارايان على موقع Soccerway.com (الإنجليزية)
- لوكاس زيلارايان على موقع عالم كرة القدم.نت (الإنجليزية)
- لوكاس زيلارايان على موقع AS.com (الإسبانية)